# Tassina
La tassina è una mistura di alcaloidi tossici presenti negli alberi del genere Taxus. È composto da tassina A e tassina B e derivati, come la 2-deacetyltassina A, isotassina B e 1-deoxytassina B.
La tassina ha un effetto paralizzante e narcotico sull'uomo e su molti animali domestici, da qui l'appellativo dell'albero da cui deriva "albero della morte"; l'ingerimento di questa sostanza è spesso mortale.